# Козачок (зупинний пункт)
Козачок - не діючий (станом на 2024 рік) зупинний пункт на території Бєлгородської області поблизу Українсько-Російського державного кордону на залізничному напрямі Харків - Льгов.

## Історія
Роз’їзд Козачок було відкрито в 1929 році на перегоні Одноробівка – Хотмижськ. По роз’їзді зупинявся поштовий поїзд Маріуполь – Полоцьк. 
Назва роздільного пункту походить від найменування навколишніх сіл Сотницький Козачок і Гур'їв Козачок, які знаходяться на території України. 
Після Другої Світової війни в середині 40-х років ХХ століття Козачок обернено у зупинний пункт приміських поїздів напряму Харків – Готня. 
У 1992 році по Козачку до потягів почали заходити російські митники і прикордонники для здійснення контролю пасажирів поїздів даного напряму. Посадка-висадка пасажирів була заборонена. Станом на початок 2000-х років, технічну зупинку потягів по Козачку скасували. До 2022 року роздільний пункт діяв як залізничний блок-пост, руху через українсько-російський державний кордон не спостерігалося.